# سيسينيو (لاعب كرة قدم)
سيسينيو (بالبلغارية: Сисиньо) (بالبرتغالية: Neuciano Gusmão) هو لاعب كرة قدم بلغاري وبرازيلي في مراكز الدفاع والوسط، ولد في 26 ديسمبر 1988 في بليم في البرازيل. لعب مع لودوغورتس رازغراد ونادي برازيليا ونادي بونتي بريتا ونادي جوفنتودي ونادي سانتوس.

## وصلات خارجية
- سيسينيو (لاعب كرة قدم) على موقع الاتحاد الدولي (مؤرشف)  (الإنجليزية)
- سيسينيو (لاعب كرة قدم) على موقع الاتحاد الأوربي (الإنجليزية)
- سيسينيو (لاعب كرة قدم) على موقع الاتحاد الأوربي (الإنجليزية)
- سيسينيو (لاعب كرة قدم) على موقع الاتحاد الأوربي (الإنجليزية)
- سيسينيو (لاعب كرة قدم) على موقع قاعدة بيانات كرة القدم.إي يو (الإنجليزية)
- سيسينيو (لاعب كرة قدم) على موقع ليكيب (الفرنسية)
- سيسينيو (لاعب كرة قدم) على موقع ناشيونال فوتبول تيمز (الإنجليزية)
- سيسينيو (لاعب كرة قدم) على موقع Soccerway.com (الإنجليزية)
- سيسينيو (لاعب كرة قدم) على موقع AS.com (الإسبانية)